# Station Antwerpen-Luchtbal
Station Antwerpen-Luchtbal is een spoorwegstation langs spoorlijn 12 op de grens van de wijk Luchtbal in het district Antwerpen met het district Merksem in het noorden van Antwerpen. Het oude station Luchtbal aan de Manchesterlaan dat voor 1878 nog station Merksem heette, is in 2006 door een station aan de Groenendaallaan vervangen. Het is nu een stopplaats.
Deze vernieuwing hangt samen met de aanleg van de HSL 4 en de ondertunneling van het Antwerpse Centraal station. Ter hoogte van station Luchtbal lopen drie spoorlijnen parallel: HSL 4, spoorlijn 12 en spoorlijn 27A. Alle zes sporen in dit station hebben perrons.
Het station wordt vooral gebruikt door pendelaars en bijvoorbeeld bioscoopbezoekers van het bioscoopcomplex Kinepolis.

## Tram en bus
Sinds 27 oktober 2007 is het via tramlijn 6 ook verbonden met het Antwerps tramnet. De Lijn heeft sinds september 2012 de routes van de streeklijnen 640, 642 en 650 omgelegd langs het station.

## Graffiti
In het najaar van 2015 werd er een grote muurschildering gemaakt in het station, waarop een motorstel van de NMBS te zien is.

## Galerij

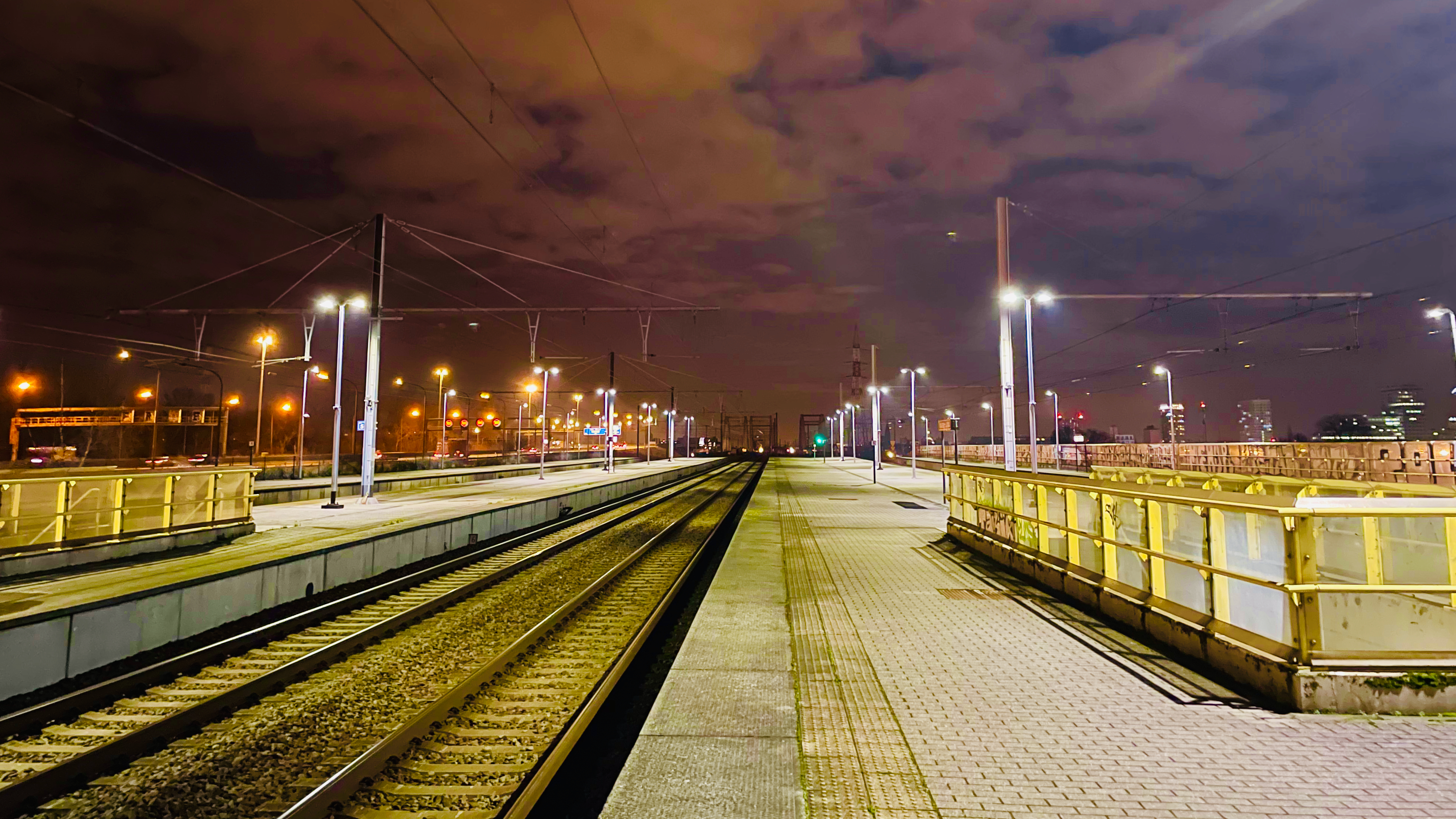
Zicht op de perrons
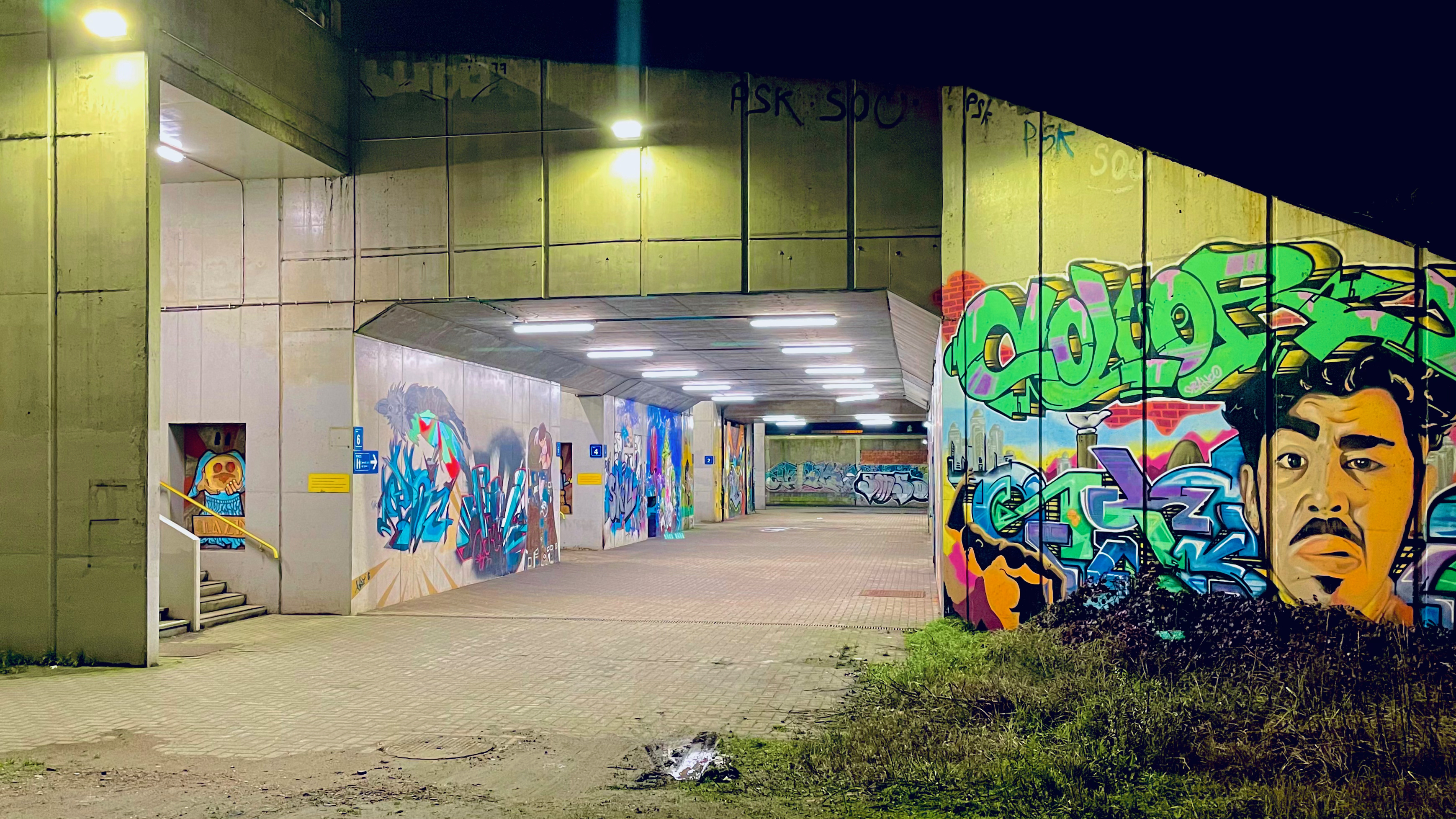
Doorgang
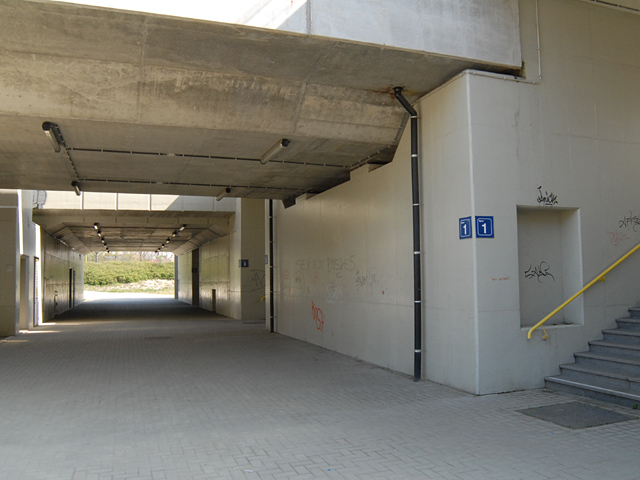
De haast onbesmeurde tunnel onder de perrons in 2007.
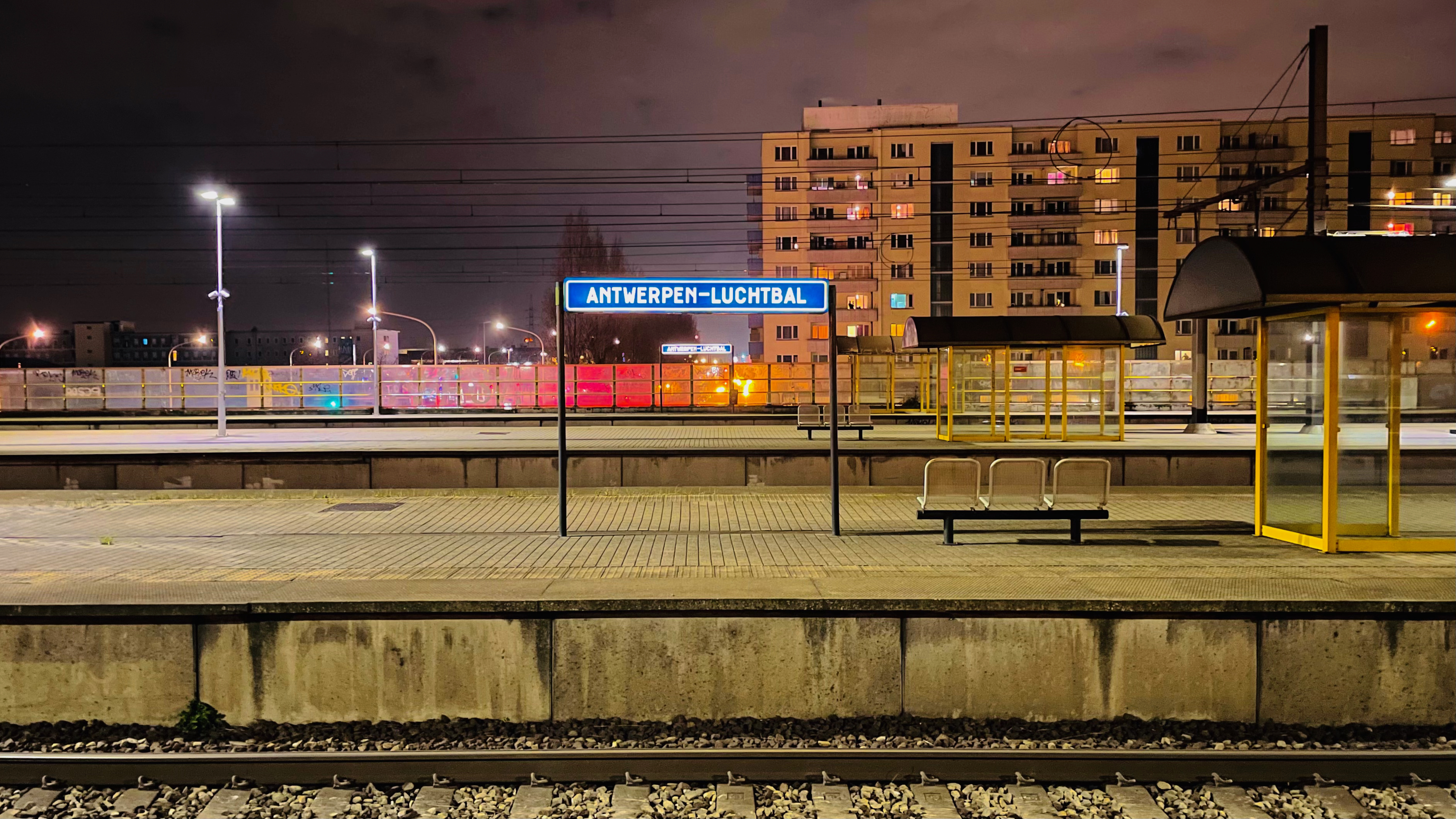
Plaatsnaambord op een perron

## Treindienst
| Serie     | Treinsoort               | Route                                                                               | Bijzonderheden |
| --------- | ------------------------ | ----------------------------------------------------------------------------------- | --- |
| IC 07     | Intercity (NMBS)         | Charleroi-Centraal – Brussel-Zuid – Antwerpen-Centraal – Antwerpen-Luchtbal – Essen | Rijdt alleen op werkdagen. |
| S 32 2350 | S-trein Antwerpen (NMBS) | Puurs – Antwerpen-Centraal – Antwerpen-Luchtbal – Essen                             | Rijdt alleen op werkdagen. |
| S 32 2550 | S-trein Antwerpen (NMBS) | Puurs – Antwerpen-Centraal – Antwerpen-Luchtbal – Essen – Roosendaal                | |
| S 35      | S-trein Antwerpen (NMBS) | Antwerpen-Centraal – Antwerpen-Luchtbal – Noorderkempen                             | Rijdt niet in het weekend. Rijdt 1× per uur, zorgt samen met de Beneluxtrein voor 2 treinen per uur tussen Antwerpen-Centraal en Noorderkempen. |

## Reizigerstellingen
De grafiek en tabel geven het gemiddeld aantal instappende reizigers weer op een week-, zater- en zondag.
| Tabel: aantal instappende reizigers station Antwerpen-Luchtbal | Tabel: aantal instappende reizigers station Antwerpen-Luchtbal | Tabel: aantal instappende reizigers station Antwerpen-Luchtbal | Tabel: aantal instappende reizigers station Antwerpen-Luchtbal |
|                                                                | Weekdag                                                        | Zaterdag                                                       | Zondag                                                         |
| -------------------------------------------------------------- | -------------------------------------------------------------- | -------------------------------------------------------------- | -------------------------------------------------------------- |
| 1977                                                           | 267                                                            | 17                                                             | 10                                                             |
| 1978                                                           | 242                                                            | 12                                                             | 31                                                             |
| 1979                                                           | 245                                                            | 20                                                             | 18                                                             |
| 1980                                                           | 212                                                            | 18                                                             | 16                                                             |
| 1981                                                           | 221                                                            | 22                                                             | 33                                                             |
| 1982                                                           | 185                                                            | 21                                                             | 17                                                             |
| 1983                                                           | 161                                                            | 21                                                             | 8                                                              |
| 1984                                                           | 148                                                            | 19                                                             | 7                                                              |
| 1985                                                           | 138                                                            | 5                                                              | 5                                                              |
| 1986                                                           | 147                                                            | 9                                                              | 10                                                             |
| 1987                                                           | 136                                                            | 8                                                              | 8                                                              |
| 1988                                                           | 120                                                            | 6                                                              | 22                                                             |
| 1989                                                           | 112                                                            | 26                                                             | 23                                                             |
| 1990                                                           | 113                                                            | 13                                                             | 8                                                              |
| 1991                                                           | 105                                                            | 20                                                             | 23                                                             |
| 1992                                                           | 108                                                            | 20                                                             | 14                                                             |
| 1993                                                           | 84                                                             | 19                                                             | 12                                                             |
| 1994                                                           | 102                                                            | 43                                                             | 22                                                             |
| 1995                                                           | 98                                                             | 40                                                             | 27                                                             |
| 1996                                                           | 99                                                             | 48                                                             | 59                                                             |
| 1997                                                           | 75                                                             | 41                                                             | 30                                                             |
| 1998                                                           | 95                                                             | 34                                                             | 30                                                             |
| 1999                                                           | 70                                                             | 41                                                             | 32                                                             |
| 2000                                                           | 68                                                             | 55                                                             | 48                                                             |
| 2001                                                           | 66                                                             | 33                                                             | 27                                                             |
| 2002                                                           | 48                                                             | 41                                                             | 31                                                             |
| 2003                                                           | 54                                                             | 50                                                             | 28                                                             |
| 2004                                                           | 114                                                            | 43                                                             | 35                                                             |
| 2005                                                           | 129                                                            | 45                                                             | 40                                                             |
| 2006                                                           | 159                                                            | 46                                                             | 36                                                             |
| 2007                                                           | 125                                                            | 41                                                             | 47                                                             |
| 2008                                                           | -                                                              | -                                                              | -                                                              |
| 2009                                                           | 170                                                            | 46                                                             | 17                                                             |
| 2010                                                           | -                                                              | -                                                              | -                                                              |
| 2011                                                           | -                                                              | -                                                              | -                                                              |
| 2012                                                           | 223                                                            | 135                                                            | 33                                                             |
| 2013                                                           | 180                                                            | 96                                                             | 55                                                             |
| 2014                                                           | 211                                                            | 48                                                             | 34                                                             |
| 2015                                                           | 163                                                            | 82                                                             | 41                                                             |
| 2016                                                           | 215                                                            | 34                                                             | 31                                                             |
| 2017                                                           | 250                                                            | 87                                                             | 68                                                             |
| 2018                                                           | 576                                                            | 92                                                             | 103                                                            |
| 2019                                                           | 1082                                                           | 161                                                            | 93                                                             |
| 2020                                                           | 393                                                            | 98                                                             | 50                                                             |
| 2021                                                           | -                                                              | -                                                              | -                                                              |
| 2022                                                           | 786                                                            | 60                                                             | 36                                                             |
| 2023                                                           | 532                                                            | 127                                                            | 117                                                            |
| 2024                                                           | 858                                                            | 176                                                            | 104                                                            |

### Evolutie reizigersaantallen
Met de introductie van de nieuwe dienstregeling in december 2017 werd het aantal treinen in station Antwerpen-Luchtbal verhoogd. De frequentie van de S32-trein werd in de week verhoogd van één keer per uur naar twee treinen per uur en er kwam een IC-trein naar Brussel en Charleroi-Zuid bij. Hierdoor hoeven de reizigers die vanuit de Antwerpse noordrand (Brasschaat, Stabroek, Schoten,...) komen en als bestemming Brussel hebben niet meer over te stappen in Antwerpen-Centraal. Uit de reizigerstellingen blijkt dat het aantal reizigers in 2018 en 2019 telkens is verdubbeld.

## Tariefzone
Bij zowel het binnenlandse als het TCV-tarief behoren tot één tariefzone: Antwerpen-Berchem, Antwerpen-Centraal, Antwerpen-Luchtbal, Antwerpen-Noorderdokken en Antwerpen-Zuid.
Antwerpen-Berchem · Antwerpen-Centraal · Antwerpen-Dam · Antwerpen-Dokken en -Stapelplaatsen · Antwerpen-Harwich · Antwerpen-Haven · Antwerpen-Kiel · Antwerpen-Linkeroever · Antwerpen-Luchtbal · Antwerpen-Noord · Antwerpen-Noorderdokken · Antwerpen-Oost · Antwerpen-Schijnpoort · Antwerpen-Waas · Antwerpen-Zuid · Borgerhout · Ekeren · Ekeren-Brug · Fort 6 · Fort 7 · Fort 8 · Hoboken-Kapelstraat · Hoboken-Polder · Leugenberg · Merksem · Molenveld · Sint-Mariaburg · Wilrijk
0,0: Antwerpen-Centraal ·
2,3: Antwerpen-Oost ·
3,4: Borgerhout ·
5,8: Antwerpen-Dam ·
8,3: Antwerpen-Luchtbal ·
9,1: Antwerpen-Noorderdokken ·
11,4: Ekeren ·
12,5: Sint-Mariaburg ·
13,8: Heikestraat ·
15,0: Kapellen ·
19,0: Kapellenbos ·
21,0: Heide ·
22,7: Kijkuit ·
24,0: Kalmthout ·
28,1: Wildert ·
32,1: Essen ·
23,0: Roosendaal ·
15,6: Oudenbosch ·
7,5: Zevenbergen ·
0,0: Moerdijk AR ·
0,0: Lage Zwaluwe
0,0: Brussel-Groendreef ·
0,0: Brussel-Noord ·
2,4: Schaarbeek ·
7,3: Buda ·
9,4: Vilvoorde ·
13,6: Eppegem ·
15,9: Weerde ·
19,5: Mechelen-Kanaal ·
20,4: Mechelen ·
22,0: Mechelen-Nekkerspoel ·
26,5: Sint-Katelijne-Waver ·
28,9: Duffel ·
33,8: Kontich-Lint ·
36,2: Hove ·
38,1: Mortsel-Oude-God ·
39,7: Mortsel-Deurnesteenweg ·
39,7: Mortsel ·
41,8: Antwerpen-Berchem ·
43,8: Antwerpen-Centraal ·
47,6: Antwerpen-Luchtbal
0,0: Hoboken-Kapelstraat ·
1,2: Fort 8 ·
3,0: Fort 7 ·
4,1: Wilrijk ·
4,8: Fort 6 ·
6,0: Molenveld ·
7,1: Fort 5 ·
8,5: Luithaegen ·
Fort 4 ·
13,5: Antwerpen-Berchem ·
14,7: Antwerpen-Oost ·
18,2: Antwerpen-Dam ·
20,9: Antwerpen-Luchtbal ·
21,7: Antwerpen-Noorderdokken ·
Ekeren-Brug ·
Leugenberg